# 雨竜川
雨竜川（うりゅうがわ）は、日本の北海道石狩平野北部に広がる雨竜平野を流れる一級河川。石狩川有数の支流である。

## 地名の由来
地名「雨竜川」はアイヌ語に由来するが、正確な由来はわからなくなっている。
明治時代のアイヌ語学者・永田方正の説では、「鵜・たくさんいる/そこに群在する・川」を意味するアイヌ語（ラテン翻字）" urir-o-pet（日本語音写例：ウリリオペッ、ウリロペッ）" から来ているという。当時は河口付近にカワウが数多く棲息していたらしいが、今では全く見られない。
一方、北海道の地名・駅名に基づくなら、「そこに・波・立つ・川」を意味する " orir-o-pet（日本語音写例：オリリオペッ、オリロペッ）" から来ていることになる。
他方、探検家の松浦武四郎は太古の神が「ウリウ」の名をつけたという伝説によるものであると記している。ほかにも、アイヌ伝説上の巨大な怪鳥フリューが流域にいたとされることに由来するという説が存在する。

## 地理
北海道雨竜郡幌加内町の北端付近の中川郡中川町と天塩郡遠別町の境界にある相志向岳に源を発し、雨竜第1ダムでせき止められた朱鞠内湖（雨竜第1貯水池）に流れ込み、ほかの多くの沢を集める。ソバ畑の広がる幌加内盆地、ポンカムイコタンという峡谷、そして幌加内の中心部を南へ流れ、深川市に入り鷹泊ダムの鷹泊貯水池に流れ込む。石狩平野に出ると南西に向きを変え著しく屈曲させながら流れ、秩父別町と北竜町の境界付近で再び南へ転じ、江竜橋付近の滝川市と雨竜町の境界で石狩川に合流する。
かつて流域は砂白金の日本最大の産出地であった。国内の他の産出地と同じく、利用価値の無いゴミとして廃棄されていた明治時代とは異なり、砂白金の貴重さが認識されるようになった大正時代から採掘され始め、触媒の原料として大規模な開発となった第二次世界大戦の最中まで乱獲が続き、資源は消費され尽くした。また、上流部は森林地帯であり、第二次世界大戦前から戦後にかけて森林資源開発や電源開発が盛んに行われていた。下流の平野部では極端に曲流し、多くの三日月湖を残すが、その反面、度々洪水をもたらしてきた。このため、流路を短絡する捷水路事業が行われている。
流域ではカヌーが楽しまれている。

## 気候
北海道で有数の豪雪地帯であり、寒冷地帯でもある。1978年2月17日には、朱鞠内湖北東に位置する幌加内町母子里で、日本での公式最低気温となる-41.2℃を記録している。

## 災害
- 2023年（令和5年）8月3日 - 集中豪雨により雨竜川の氾濫。深川市多度志付近及び沼田町共成付近において約20haの農地が浸水する被害[4]。
- 2024年（令和6年）7月24日 - 集中豪雨により雨竜川の氾濫。深川市多度志付近で再び農地が浸水する被害[5]。

## 流域の自治体
北海道
雨竜郡幌加内町、深川市、雨竜郡沼田町、秩父別町、北竜町、妹背牛町、雨竜町、滝川市

## 並行する交通
1995年まで上中流域でJR北海道深名線が並行していた。現在はジェイ・アール北海道バスがバス路線（深名線）を運行している。中下流域でも国鉄札沼線が1972年まで並走していた。

### 道路
- 国道275号